# Manuel Camós i Juan
Manuel Camós i Juan (Vinaròs, Baix Maestrat, 1881 - Tortosa, Baix Ebre, 15 de juliol de 1932), fou un polític, comerciant i industrial vinarossenc.
En l'àmbit civil, fou president de la Cambra Oficial de Comerç, Indústria i Navegació de Tortosa des de 1927 fins a 1930. I pel que fa a la seva vessant política, en un primer moment, el 1913, es vinculà al partit conservador, per a posteriorment, i en tan sols dos anys, esdevenir president de la secció de Tortosa de la Unió Republicana (1915). És amb aquest partit que va aconseguir ser regidor de la ciutat, els anys 1915, 1917, 1920 i 1927. Respecte el seu pas per la Mancomunitat de Catalunya i la Diputació de Tarragona, cal esmentar que fou diputat provincial en tres legislatures, des del 1923 fins al 1931, totes tres pel districtre de Tortosa-Roquetes.
Morí l'any 1932, amb cinquanta-un anys, després d'haver caigut malalt diverses vegades des del 1929.